# Lahnajärvi (sjö i Mänttä-Filpula, Birkaland)
Lahnajärvi är en sjö i kommunen Mänttä-Filpula i landskapet Birkaland i Finland. Arean är 49 hektar och strandlinjen är 6,94 kilometer lång. Sjön  ingår i Kumo älvs huvudavrinningsområde.   Den ligger omkring 66 km nordöst om Tammerfors och omkring 200 km norr om Helsingfors. 
I sjön finns ön Satusaari. 